# Lanarkshire

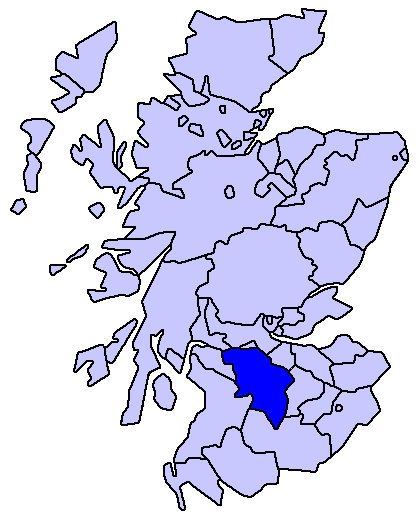
Lanarkshire na tle Szkocji

Lanarkshire (gael. Siorrachd Lannraig, scots Lanrikshire) – hrabstwo historyczne w południowo-środkowej Szkocji, położone w dorzeczu rzeki Clyde. Nazwa hrabstwa pochodzi od miasta Lanark, dawnej stolicy.
Hrabstwo powstało prawdopodobnie w czasie rządów Dawida I, w pierwszej połowie XII wieku. W połowie XVIII w Lanarkshire nastąpił gwałtowny rozwój przemysłu włókienniczego. W XIX wieku odkryto znaczne złoża żelaza, na bazie których rozwinął się przemysł wydobywczy i hutniczy. Koniec XX wieku przyniósł zanik obu tych gałęzi przemysłu.
Obecnie obszar hrabstwa podzielony jest na trzy jednostki administracyjne: North Lanarkshire, South Lanarkshire i Glasgow City. Dodatkowo niewielki fragment Lanarkshire znajduje się na terenie jednostki East Dunbartonshire.